# Les Aventuriers du fleuve
Pour plus de détails, voir Fiche technique et Distribution.
Les Aventuriers du fleuve (titre original : The Adventures of Huckleberry Finn) est un film américain réalisé par Michael Curtiz, sorti en 1960.
Tiré du célèbre roman éponyme de Mark Twain, c'est la troisième version sonore et la seconde produite par la MGM. C'était également la première adaptation d'Huckelburry Finn en Cinémascope et Technicolor ainsi que le premier film où Eddie Hodges et l'ancien boxeur Archie Moore jouent les premiers rôle (Huck et Jim). Tony Randall fait également une apparition ainsi que Buster Keaton qui tient un petit rôle dans ce qui sera son dernier film pour son ancien studio, la MGM.
Quelques scènes censées avoir lieu sur le Mississippi ont en fait été tournées sur le Sacramento.

## Fiche technique
- Titre : Les Aventuriers du fleuve
- Titre original : The Adventures of Huckleberry Finn
- Réalisation : Michael Curtiz
- Assistant de réalisation : L.V. McCardle Jr.
- Scénario : Mark Twain, James Lee
- Production : Samuel Goldwyn Jr.
- Distribution : Metro Goldwin Mayer
- Musique : Jerome Moross
- Directeur de la photographie : Ted McCord
- Montage : Fredric Steinkamp
- Direction artistique : McClure Capps, George W. Davis
- Décors : Henry Grace, Robert Priestley
- Costumes : Jack Martell
- Ingénieur du son : Franklin Milton
- Durée : 107 minutes
- Pays : États-Unis
- Langue : Anglais
- Couleur : Couleur (Metrocolor)
- Format : 2,35 : 1
- Son : Mono (Westrex Recording System)
- Date de sortie :
  - États-Unis : 3 août 1960

## Distribution
- Archie Moore (VF : Bachir Touré) : Jim
- Eddie Hodges : Huckleberry Finn
- Tony Randall (VF : Michel Roux) : Le Roi de France
- Patty McCormack (VF : Arlette Thomas) : Joanna Wilkes
- Neville Brand (VF : Jacques Thébault) : Pap Finn
- Mickey Shaughnessy (VF : Jean Daurand) : Le Duc
- Judy Canova (VF : Françoise Fechter) : la Femme du Shérif
- Andy Devine (VF : Jacques Dynam) : Mr. Carmody
- Sherry Jackson : Mary Jane Wilkes
- Buster Keaton : le dompteur de lion
- Finlay Currie (VF : Henri Nassiet) : Capitaine Sellers
- Josephine Hutchinson (VF : Helena Manson) : Veuve Douglas
- Royal Dano (VF : Jacques Deschamps) : Harlan, shérif
- Parley Baer (VF : Henry Djanik) : un grangerford
- John Carradine (VF : Albert Montigny) : le premier chasseur d'esclaves
- Sterling Holloway (VF : Guy Decomble) : le barbier
- Dean Stanton (VF : Lucien Bryonne) : le second chasseur d'esclaves
- Burt Mustin (VF : Henry Djanik) : le vieux fermier armé d'un fusil
- Minerva Urecal (VF : Lita Recio) : Sarah Watson
- Sam McDaniel : un serviteur